# Еврейское кладбище в Заторе
Еврейское кладбище в Заторе (ул. Слонечна) (пол. Cmentarz żydowski w Zatorze), было основано во второй половине XIX века, однако точная дата этого события неизвестна. Киркут служил всем евреям, которые относились к заторскому кагалу, так-что, из-за отсутствия отдельного кагала в Вадовице и Кальварии, евреев из этих местечек тоже хоронили в Заторе.
Кладбище находится в конце улицы Слонечной, по её правой стороне. Ворота замкнуты и на них повешена табличка: «Еврейское кладбище. Уважайте покой этого места». Территория кладбища принадлежит Еврейской религиозной общине в Бельско—Бялой. Поблизости расположены дома частного сектора (оседле Крулёве).
Во время II мировой войны кладбище подверглось значительному разрушению и осквернению.
При составлении 2 ноября 1965 года председателем Еврейской религиозной общины в Кракове, Меиром Якубовичем, списка кладбищ на территории Краковского воеводства, он внёс заторское кладбище в разряд закрытых, так как в городе не было евреев, отсутствовал пригляд за кладбищем, никто за ним не ухаживал, а финансовые выплаты за консервацию стоили до 12 500 zł, и требовалось поставить упавшие мацевы.
В последующем опека над кладбищем перешла Еврейской религиозной общине в Бельско—Бялой, стараниями которой некрополь был приведен в относительный порядок и поставлен вокруг него декоративный бетонный забор.
В 2007 году Анна Кульпа, студентка иудаистики Ягеллонского университета, и одновременно сотрудник отдела образования музея «Галиция» в Кракове, провела инвентаризацию кладбища. Была выполнена работа по фото-документированию памятников, и переводу эпитафий на них.
На площади 0.5 гектара сохранилось около 50 памятников, сделанных из песчаника и известняка. Самая старая сохранившаяся по сей день и читаемая мацева происходит с 1864 года. Во время ремонтных работ некоторые из надгробных камней были восстановлены путем установки разбитых колонн на постаменты. Низкие кубические мацевот в виде столбиков, типичные для кладбища в Заторе, сохранились лучше, но, к сожалению, почти полностью были покрыты травой, которую практически не срезали. Часть эпитафий на более богатых, в основном изготовленных из песчаника, надгробий, типичных для польских еврейских кладбищ, стала почти неразборчивой. Разрушено большое количество надгробий. Особое внимание привлекла новая, сделанная из пластика, плитка одного из надгробий, установленная в старой песчаниковой мацеве, украшенной богатой надписью. Среди символов на надгробных камнях найдены подсвечники и короны, характерные для иудаизма. На большинстве надгробий эпитафии выгравированы на иврите. На одном из полностью сохранившихся памятников есть надпись на польском языке. Есть также двуязычные надгробные плиты с иврит-немецкими эпитафиями, на двух сохранившихся надгробных плитах надписи на немецком языке написаны еврейскими буквами.
Нет информации о проведении массовых захоронений или экзекуций на кладбище.
Территория полностью огорожена декоративным бетонным забором. Границы некрополя сохраняются и соответствуют границам 1939 года. Вход через закрытые ворота ведет к кладбищу со стороны общественной дороги. В непосредственной близости находятся жилые дома. Кладбище иногда посещают. Угроза вандализма в районе кладбища практически отсутствует. Территория заброшена и заросла растениями.
Журналисты «Gazety Krakowskiej» бьют тревогу о состоянии еврейского кладбища в Заторе. Кладбище полностью заросло сорняками и высокими травами. Город считает, что он не может заботиться о кладбище, потому что оно принадлежит общине. В свою очередь, представители общины объясняют, что они не могут позаботиться о еврейском кладбище без помощи властей.
Жители считают, что это состояние кладбища приносит стыд и позор всему городу и дискредитирует их в глазах гостей. Один из них, пан Войцех Журек, даже решил взять дело в свои руки и позаботиться о кладбище, обрезая и убирая, среди прочего, ветки деревьев, которые угрожают надгробным плитам. Пан Журек мотивирует свое решение таким образом: «Скоро здесь не останется камня на камне, нам стыдно перед туристами и потомками людей, похороненных здесь, в конце концов, они когда-то были частью нашей общины».